# Ivalo Egede
Ivalo Egede (* 25. März 1956 in Qaanaaq; † 10. Juni 2020) war eine grönländische Intendantin und Beamtin.

## Leben
Ivalo Egede war die Tochter des Lehrers Ingmar Egede (1930–2003) und der dänischen Schulpsychologin Annelise Helledie (1930–1991). Sie wurde in Qaanaaq geboren, wo ihr Vater zu diesem Zeitpunkt die Schule leitete. Sie war die Enkelin von Peter Egede (1908–1996) und die Urenkelin von Abel Egede (1880–1945) und des dänischen Biologen Morten Pedersen Porsild (1872–1956).
Sie schloss 1975 die Schule in Kopenhagen ab und war anschließend ein Jahr lang Hilfslehrerin in Saattut. Anschließend besuchte sie das Ilinniarfissuaq, zu dessen Leiter ihr Vater gerade ernannt worden war, und arbeitete als Lehrerin in Qaqortoq und Aasiaat. Danach arbeitete sie 1983 als Projektmitarbeiterin für die Labrador Inuit Association im kanadischen Nain, bevor sie ein Studium am Ilisimatusarfik begann, das sie 1986 abschloss. Anschließend studierte sie an der Universität Roskilde, die sie 1990 als cand. comm. verließ.
Ab 1990 erhielt sie verschiedene Anstellungen bei der grönländischen Regierungen, unter anderem war sie 1991 Ministersekretärin des Regierungschefs Lars-Emil Johansen, mit dem sie eine Beziehung einging. 1992 wurde sie zur Direktionssekretariatschefin bei Royal Greenland ernannt, bevor sie 1996 Konzernsekretariatschefin und Konzernunterdirektorin wurde. Von 1998 bis 2000 war sie Informationsmitarbeiterin beim grönländischen Naturinstitut Pinngortitaleriffik, bevor sie zur Informationschefin der grönländischen Regierung ernannt wurde. 2004 wurde sie Marketingchefin bei Royal Greenland, was sie bis 2008 blieb. 2009 begann sie als Direktorin von Kalaallit Nunaata Radioa (KNR). Unter ihrer Leitung wurde das Programm des Senders vollständig auf grönländischsprachig umgestellt. Zudem brachte sie das Unternehmen in die schwarzen Zahlen. 2013 verließ sie den KNR und wurde erst selbstständige Kommunikationsberaterin und dann 2014 Kommunikationschefin bei TELE-POST.
Ab den späten 1980er Jahren war sie Mitglied in einer großen Zahl von Aufsichtsräten, unter anderem beim Arktisk Institut (1987–1990), TELE Greenland (1997–1998 und 2002–2003) und Silamiut (2006–2008). Von 1999 bis 2000 war sie Vorsitzende des grönländischen IT-Rats. In der kurzen Zeit ihres Bestehens war sie Anfang der 2000er Jahre Vizeparteivorsitzende der Arnat Partiiat. Sie drehte einige Dokumentarvideos. Zudem war sie 1991 Redakteurin von Naturbevaring i Grønland und von 1999 bis 2000 Redakteurin von PITU, der Zeitschrift des Pinngortitaleriffik. Ab 2005 war sie Vorsitzende des neugegründeten Radio- und TV-Rates.
2016 zog sie sich aus Krankheitsgründen zurück. Sie starb vier Jahre später im Alter von 64 Jahren und hinterließ ihren Sohn Masaana Egede, der ebenfalls in zahlreichen Unternehmen Chefposten innehat.